# چاه مدرسی
چاه مدرسی، روستایی در دهستان اکرم‌آباد بخش اکرم‌آباد شهرستان یزد در استان یزد ایران است.

## جمعیت
بر پایه سرشماری عمومی نفوس و مسکن در سال ۱۳۹۵، جمعیت این روستا برابر با ۳۸۰ نفر (۱۱۱ خانوار) بوده‌است.